# Michele Gallegra
Michele Gallegra (Termini Imerese, 27 luglio 1976) è un ex sciatore nautico italiano, specialista nella disciplina dello slalom.

## Biografia
Tesserato con il circolo nautico "Tre Laghi" di Enna, con il quale partecipò a gare di interesse regionale già a 14 anni, si mise presto in luce in ottica nazionale e, successivamente, internazionale.
Campione d'Italia nel 2003 all'Idroscalo di Milano nello slalom con il suo record personale, fu chiamato in nazionale poche settimane più tardi per il Pro AM Team Slalom di Londra.
Un anno più tardi, nella tappa cinese di Changshu della coppa del mondo di slalom, sempre in rappresentanza dell'Italia giunse terzo a pari merito del neozelandese Kyle Eade, guadagnando con tale risultato l'accesso alle finali.
Fu in nazionale fino al 2005, quando rappresentò l'Italia ai campionati europei di categoria a Linz.